# Ostedes ochreosparsus
Ostedes ochreosparsus là một loài bọ cánh cứng trong họ Cerambycidae.